# 2023年イスラエルとヒズボラの紛争中のジャーナリストの殺害
イスラエルとヒズボラの紛争が始まった2023年10月8日以降、イスラエル国防軍はレバノンとイスラエルの国境付近や、シリアで複数の事件を起こし、10人のジャーナリストを殺害、少なくとも15人を負傷させた。レバノンの住民もヒズボラ支配地域から戦争を取材するジャーナリストを攻撃し、複数の負傷者を出し、レバノンの民間人ガイドが死亡した例もあった。

## 事件

### 2023年

#### 10月13日
ロイター通信、AFP通信、アルジャジーラの記者団が、アアルマ・アシュ＝シャアブから1キロ以上離れたIDFの前哨基地から、ライブ映像を発信していたところ、2発の戦車砲が記者団に直撃した。1発目はロイターのフォトジャーナリストであったイッサム・アブダラを殺害した。2発目はより甚大な影響を及ぼし、アルジャジーラ記者のカルメン・ジュカダールとエリー・ブラクヤが乗っており、そしてAFP通信記者ディラン・コリンズが隣に立っていたアルジャジーラの車両（白いトヨタ車）が燃えた。ロイターのカメラマン、クリスティーナ・アシも重傷を負い、結果的に足を切断することとなった。レバノン軍は、アブダラを殺害したミサイルはイスラエル国防軍が発射したと発表した。現場にいた別のロイター記者によれば、アブダラはイスラエル方向から発射された弾丸によって殺害されたという。 アブダラが殺害1週間前にインスタグラムに投稿した最後の投稿は、2022年にイスラエルによって殺害されたアルジャジーラのパレスチナ人ジャーナリスト、シーリーン・アブーアークレの写真だった。
国連レバノン暫定軍による2024年2月の報告書では、イスラエルの戦車が「明らかに識別可能なジャーナリスト」に向けて発砲し、アブダラを殺害したと結論づけ、これは国際法に違反するとした。報告書は「事件当時、ブルーラインを越えての砲撃戦はなかったと評価」しており、戦車が砲撃するまでの40分間は国境を越えての砲撃戦の記録はなかったとしている。イスラエル国防軍は国連の報告書に対し、ヒズボラが攻撃したのだと主張し、報復として戦車による砲撃が行われた。

#### 11月13日
レバノン人ジャーナリスト団が、ヤルーンで取材中、数メートル離れた場所で空爆を受ける。その様子はアル・ジャディードに撮影されていた。
空爆後、キャスターは、ライブキャスターであったリフ・アキルと話していた。カメラは攻撃現場を撮影しながら、「ロケットがあなたの数メートル先に落下したのは明らかです。これはやるーんで活動するジャーナリストへの直接攻撃であることは明らかです」と述べた。関係者が負傷したが、軽傷で済んだ。

#### 11月21日
アル・マヤディーンの記者がレバノン南部のテイル・ハルファ近郊で、レバノン・イスラエル国境の最新情勢を取材中、イスラエル軍の戦車がヒズボラ系アル・マヤディーンTVのファラ・オマル記者とカメラマンだったラビ・マアマリに攻撃を行った。この砲撃でオマルとマアマリは即死した。また、ジャーナリストと同行していたガイドも死亡した。アル・マヤディーンは、自分たちが親パレスチナ的な見解を示していることから、意図的に攻撃されたとしている。

#### 12月23日
MTVとナショナル・ニュース・エージェンシーの特派員などが活動していたアル・カルダリ地区の道路に対するイスラエル国防軍の攻撃により、アル・マナールのカメラマンが眼を負傷した。その他、イスラエル国防軍は、デイル・ミマス＝カルダリ川周辺を激しく砲撃し、通行する車両のすぐ近くまで砲撃を加えることで、市民が道路を通行するのを阻止していた。

#### 12月26日
同日、「イスラエル電力公社の56歳の従業員を殺害し、電線を修理していた5人の作業員を負傷させたヒズボラによる襲撃事件」の取材をチャンネル13ニュースは行っていた。当時記者はドーブで農民に対して取材していたが、ヒズボラの対戦車ミサイルがその付近に落下した。

### 2024年

#### 9月23日-25日
IDFは「ノーザン・アローズ作戦」と命名された大規模な空爆作戦をレバノンで実施した。その最中、ミラヤ・インターナショナル・ネットワークの編集長がインタビューの準備中に、ベッカー高原でイスラエル軍のミサイルが窓を突き破り、負傷した。レバノンのアル・マヤディーン紙のオンライン編集者ハディ・アル＝サイエド氏も自宅を襲撃され、負傷して死亡した。9月25日、アル・マナールのフォトジャーナリスト、カメル・カラキが、故郷カンタラに対して行われた空爆で死亡した。

#### 10月1日
国営のシリア・アラブ通信によると、シリアのダマスカスでイスラエルによる空爆があり、民間人3人が死亡、9人が負傷した。死者の中にはシリアのテレビキャスター、サファア・アフマドも含まれていたという。

#### 10月25日
ハスバヤにある、少なくとも7つの報道機関のジャーナリスト18人が居住し中庭には「報道関係者」と明記された車両が置かれている施設に対して、イスラエル軍は攻撃を実施。結果、アル・マヤディーンの技術者とカメラマン、アル・マナールのカメラマンが死亡、他3人が負傷した。この攻撃は、紛争が始まって以来、レバノンのジャーナリストの死者数としては最悪のものとなった。

### レバノン側によるジャーナリストへの攻撃の一覧
- 2023年10月9日： イタリア人ジャーナリストであるルチア・ゴラッチとカメラマンのマルコ・ニコイスがレバノンのジイェでイスラエルの空爆の余波を取材していた最中に攻撃され、その直後に現地の運転手が心臓発作で死亡[22]。
- 2024年6月19日：ヒズボラに対して敵対的な姿勢を見せていたラミ・ナイムが、ベイルートのヴェルダン地区で、ヒズボラと思われる20人の武装集団に攻撃される。死亡はしなかった。ナイムは殺人未遂だと主張している[23][24]。
- 2024年7月30日： フアド・シュクル暗殺事件（英語版）後、アルジャジーラやMTVなどの記者やジャーナリストが取材を行っていたが、取材中に攻撃された。アルジャジーラやMTVは、ハレト・フレイク（英語版）の事件現場にいたヒズボラ支持者から生中継で攻撃を受け、取材を妨害された[25]。
- 2024年9月29日： CNNトルコ（英語版）特派員フリヤ・オズトゥルクが、ベイルートでヒズボラ指導者ハサン・ナスララの殺害を生中継で取材中、通行人に襲われた[26]。
- 2024年10月10日： TV100のリポーターであるセルタッチ・ムラット・コッチと、報道カメラマンのユスフ・ジヤ・メルトが、22人が死亡したイスラエルのベイルート空爆の取材中、国籍について質問され、暴行を受け、生中継の撮影を妨害された[27]。
- 2024年10月2日： 独立系放送ネットワークVTMで報道を行っていたベルギー人ジャーナリスト2人が、イスラエルに支援を行っていると非難され、男たちにベイルートで襲われ、銃撃を受けて負傷した。攻撃は、ジャーナリストが市内での爆発を取材しようとしていたときに起きた[28]。

## 10月13日の攻撃に関する調査

### 国境なき記者団の調査
国境なき記者団（RSF）は、イスラエル軍が意図的にジャーナリストを標的にしたと主張し、調査を行った。RSFの調査によると、イスラエルは10月13日、ロイターのイッサム・アブダラ記者を殺害・4人を負傷させたミサイルでの攻撃において、故意にジャーナリストを攻撃したとのことである。イスラエルによるこの2回のミサイル攻撃は、30秒程の間隔で行われ、レバノン南部でイスラエルとヒズボラ間の戦闘を取材していた7人の記者団に被弾した。映像では、記者たちが「PRESS（報道機関）」と書かれたベストとヘルメットを着用しているのが映っていた。この単語は記者団の車の屋根にも書かれていたが、2発目のミサイルが命中した後に車は爆発した。欧州評議会は、ジャーナリストを故意に攻撃することは戦争犯罪にあたるとしている。

### ロイターとTNOの調査
軍需品や兵器の試験・分析を行っているオランダ応用科学研究機構（TNO）は、ロイター通信と協力して10月13日の攻撃現場の調査資料から調査した結果、現場で見つかった金属片は国境から1.34km離れた場所でスムースボア戦車砲から発射された120mm戦車砲の安定翼であることが判明した。TNOによると、衛星画像およびアブダラが撮影した写真から見るに、攻撃現場で過去に爆発などがあった形跡はなく、安定翼が今回の攻撃を捜査する上で重要な役割を果たしたとした。
TNOは、アルジャジーラが攻撃時撮っていたライブ映像から攻撃2回の記録を分析し、イタリアの放送局RAIから2回目の攻撃の発射地点を示すビデオ記録を分析した。RAIのジャーナリストは同日、アルマ・エッヒ・チャアブから国境を越えた砲撃を撮影していた。アルジャジーラ放送の音声などから、記者団から1,343メートル離れた位置から発射されたことを突き止め、両サンプルの音の特徴が一致したことから2発の戦車弾が同じ位置から発射されたのではないかと予想している。

### アムネスティ・インターナショナル
アムネスティ・インターナショナルとヒューマン・ライツ・ウォッチは12月7日、レバノンの首都ベイルートで共同記者会見を開き、10月13日にイッサム・アブダラが死亡し6人が負傷した攻撃についての調査結果を明らかにした。記者団は、戦車砲での攻撃と結論づけ、民間人への直接攻撃であり、攻撃前から目に見えてジャーナリストとわかるものであったとして、戦争犯罪として捜査するよう求めた 。調査の結果、発射地点は記者から見て東方向のジョルデイク村に近いイスラエルの支配地域であることが判明した。

### 国連の調査
国連レバノン暫定軍による2024年2月の報告書では、イスラエルの戦車が「明らかにジャーナリストとわかるにもかかわらず」発砲し、アブダラを殺害したと結論づけ、これは国際法に違反するとした。報告書は「事件当時、直近でブルーラインを越えての砲撃はなかった」と述べ、「戦車砲を発射するまでの40分間、国境を越えての砲撃戦の記録はない」としている。

## 反応
アブダラの死について、イスラエル軍のリチャード・ヘクト報道官は「非常に残念だ」と述べたが、イスラエル軍の砲弾がジャーナリストに命中したという報道は否定した。その後、イスラエル軍は、イッサム・アブダラが殺害された当時、レバノンからの侵入を阻止するため、付近で戦車砲と大砲で砲撃を行ったと認めた。イスラエル軍は、イスラエル・レバノン国境沿いのヒズボラの砲撃に対応したものであるとしながらも、件について現在検証中であると述べた。また、イスラエル軍はアブダラの死をめぐる状況の調査を開始したと正式に発表した。
『ニューヨーク・タイムズ』紙と英国放送協会（BBC）で働くジャーナリストのマイケル・ダウニーは、事件直前に撮影されたビデオについてこうコメントした： 「威嚇射撃などはなかった。あれは意図的なものだった」。
レバノンは、ロイター通信の記者イッサム・アブダラが、イスラエルによる記者団への砲撃で殺害されたとして糾弾した。アブダラの死後、レバノン軍は現場検証を行い、イスラエルがアブダラを殺害したミサイルを発射したと断定した。レバノン外務省は、駐ベイルート国際連合レバノン暫定駐留軍 に対し、本件において表現の自由と報道の自由が明らかに侵害されていると認識していることについて深い懸念を表明するよう要請した。さらにレバノンは、イスラエルがアブダラの死を意図的に引き起こしたとして、国際連合安全保障理事会に正式な提訴を行う準備を進めている。

## 負傷者一覧
負傷者の一覧。太字は死者を指す。
| 日付       | 氏名                       | 説明 | 所属機関                     | Ref.          |
| ---------- | -------------------------- | --- | ---------------------------- | ------------- |
| 2023-10-13 | カルメン・ジョウカダール   | 重傷を負い数週間入院したレバノン人記者。                                                                         | Al Jazeera                   | [ 34 ]        |
| 2023-10-13 | クリスティーナ・アッシ     | レバノンの写真家。命にかかわる怪我を負い、数週間集中治療室で治療を受け、足を切断した。                           | AFP                          | [ 41 ]        |
| 2023-10-13 | ディラン・コリンズ         | アメリカ人カメラマン。アッシを助けようとするも2度目の空爆で負傷。                                                | AFP                          | [ 34 ]        |
| 2023-10-13 | エリー・ブラクヤ           | レバノンの写真家。重傷を負い、数週間入院した。                                                                   | Al Jazeera                   | [ 34 ]        |
| 2023-10-13 | イッサム・アブダラ         | レバノンの映像作家。記者グループを狙ったイスラエルの砲撃で即死した。                                             | Reuters                      | [ 42 ] [ 43 ] |
| 2023-10-13 | マヘル・ナゼ               | イラク人フォトジャーナリスト。攻撃で軽傷を負う。                                                                 | Reuters                      | [ 34 ]        |
| 2023-10-13 | タール・アル＝スダニ       | イラク人フォトジャーナリスト。攻撃で軽傷を負う。                                                                 | Reuters                      | [ 34 ]        |
| 2023-11-13 | イッサム・マワシ           | レバノンのビデオカメラマン。ヤルーンでIDFがジャーナリストのグループを攻撃した際に軽傷を負った。                  | Al Jadeed                    | [ 44 ]        |
| 2023-11-21 | ファラ・ヒシャム・オマル   | ヒズボラ系報道機関のアル・マヤディーンで働くレバノン人特派員。テイル・ハルファでのイスラエル軍の空爆で死亡した。 | Al Mayadeen                  | [ 45 ]        |
| 2023-11-21 | フセイン・アキール         | アル・マヤディーン記者団のそばにいた民間人。記者団の現地ガイドだった。                                           | (民間)                       | [ 46 ]        |
| 2023-11-21 | ラビ・アル・マアマリ       | アル・マヤディーンで働くレバノン人カメラマン。テイル・ハルファでのイスラエル軍の空爆で死亡した。                 | Al Mayadeen                  | [ 45 ]        |
| 2023-12-23 | ホドール・マルキズ         | レバノンのカメラマン。車両付近でIDFの攻撃を受け、目を負傷。                                                      | Al Manar                     | [ 12 ]        |
| 2024-9-23  | ファディ・ブディヤ         | レバノンのジャーナリスト。イスラエルのミサイルが自宅に衝突し、負傷した。                                         | Miraya International Network | [ 16 ]        |
| 2024-9-23  | ハディ・アル＝サイイド     | アル・マヤディーン紙オンラインのレバノン人編集者。自宅を襲撃され負傷し死亡した。                                 | Al Mayadeen                  | [ 17 ]        |
| 2024-9-25  | カメル・カラキ             | レバノンのフォトジャーナリスト。故郷で殺害。                                                                     | Al Manar                     | [ 18 ]        |
| 2024-10-1  | サファア・アフマド         | シリアのテレビキャスター。ダマスカスでイスラエルの空爆を受け、民間人2人とともに死亡した。                        | Syrian Arab News Agency      | [ 19 ]        |
| 2024-10-2  | ロビン・ラマッカーズ       | ベルギー人ジャーナリスト。ベイルートで集団暴行を受け、顔面を負傷した。                                           | VTM                          | [ 28 ]        |
| 2024-10-2  | ステイン・デ・スメット     | ベルギー人ジャーナリスト。同攻撃で足を撃たれた。                                                                 | VTM                          | [ 28 ]        |
| 2024-10-25 | ガッサン・ナジャール       | レバノン人カメラマン。ハスバヤの住宅地への空爆で死亡した。                                                       | Al Mayadeen                  | [ 21 ]        |
| 2024-10-25 | モハメド・リダ             | レバノン人技師。ハスバヤでの空爆で死亡した。                                                                     | Al Mayadeen                  | [ 21 ]        |
| 2024-10-25 | ウィッサム・カシム         | レバノンのカメラマン。ハスバヤでの空爆で死亡した。                                                               | Al-Manar                     | [ 21 ]        |
| 2024-12-3  | アリ・ハッサン・アシュール | レバノンのラジオジャーナリスト。時間と場所は不明だが、殺害されたことは確実。                                     | Al-Nour                      | [ 47 ]        |
| 2025-01-26 | ジョエル・マロウン         | レバノン人記者。クファル・キラの住民の帰還を取材していた最中、イスラエル国防軍に銃撃された。                     | Russia Today                 | [ 48 ]        |